# 麻林瑶族乡
麻林瑶族乡，是中华人民共和国湖南省邵陽市新宁县下辖的一个民族乡。
此地即八峒瑶山所在，明代为新宁县所管辖的瑶族聚居区。当地瑶民使用汉语方言——八峒瑶语。1938年，除桃盆峒、逻绕峒外，麻林峒、大绢峒、黄崖（岩）峒、圳源峒、桃盆峒、深冲峒六峒合并为桃林乡。中华人民共和国建立后，历经调整，桃林乡分为今麻林瑶族乡、黄金瑶族乡。2018年时，总人口1.26万人，其中，瑶族人口8400人:41。

## 行政区划
麻林瑶族乡下辖以下地区：
麻林村、水尾村、上林村、沉利村、界富村、五盘村、山水村、大圳村、大坝村、高竹村、黄沙村、金桥村、上阳村、八角村和竹里村。